# Andrei Frascarelli
Andrei Frascarelli (nacido en Pederneiras el 21 de febrero de 1973) es un exfutbolista brasileño. Jugaba como defensor y tuvo una dilatada trayectoria en clubes de su país, de España, Alemania y Argentina.

## Carrera
Luego de integrar las selecciones juveniles de Brasil, debutó en primera con XV de Novembro (Jaú). Tras buenas actuaciones fue progresando en clubes, vistiendo las camisetas de Palmeiras, Goiás, Flamengo y Fluminense. En 1994 llegó a Rosario Central de Argentina. En el equipo canalla, que entrenaba Pedro Marchetta, jugó un solo encuentro, retornando a Brasil. En 1997 fue adquirido su pase por Atlético Madrid; luego jugó también en tierras españolas para Real Betis. Un nuevo retorno a Brasil lo llevó a Santos, pasando luego por más equipos de su país. Entre 2003 y 2005 jugó en el ascenso de Alemania, para Rot Weiss Ahlen. Otra vez en Brasil continuó su carrera hasta 2011, cuando se retiró en el club que lo vio nacer, XV de Jaú.

## Clubes
| Club                    | País      | Año       |
| ----------------------- | --------- | --------- |
| XV de Novembro (Jaú)    | Brasil    | 1990-1991 |
| Palmeiras               | Brasil    | 1991-1992 |
| Goiás                   | Brasil    | 1992      |
| Flamengo                | Brasil    | 1993      |
| Fluminense              | Brasil    | 1993      |
| Rosario Central         | Argentina | 1994      |
| Juventude               | Brasil    | 1995      |
| Atlético Paranaense     | Brasil    | 1996-1997 |
| Atlético de Madrid      | España    | 1997-1998 |
| Real Betis              | España    | 1998-1999 |
| Santoa                  | Brasil    | 1999      |
| Real Betis              | España    | 2000      |
| União São João          | Brasil    | 2001      |
| Botafogo                | Brasil    | 2001      |
| Fluminense              | Brasil    | 2002      |
| Marília                 | Brasil    | 2002-2003 |
| Rot Weiss Ahlen         | Alemania  | 2003-2005 |
| Guaraní                 | Brasil    | 2005      |
| Rio Claro Futebol Clube | Brasil    | 2006-2007 |
| Ceilândia               | Brasil    | 2008      |
| XV de Novembro (Jaú)    | Brasil    | 2011      |

## Selección nacional
Vistió la casaca de Brasil en las categorías sub-17, sub-20 y sub-23.

### Participaciones con la selección brasileña
| Copa                                    | Sede      | Resultado        | PJ | Goles |
| --------------------------------------- | --------- | ---------------- | -- | ----- |
| Sudamericano Sub-17 de 1988             | Ecuador   | Campeón          | ?  | ?     |
| Mundial Sub-16 de 1989                  | Escocia   | Cuartos de final | 4  | 0     |
| Sudamericano Sub-20 de 1991             | Venezuela | Campeón          | 2* | 1*    |
| Mundial Sub-20 de 1991                  | Portugal  | Subcampeón       | 6  | 1     |
| Amistosos sub-23                        | N/C       | N/C              | 3  | 0     |
| Preolímpico Sudamericano Sub-23 de 1992 | Paraguay  | 1.ª ronda        | 2  | 0     |

* Datos correspondientes sólo al hexagonal final

## Palmarés

### Títulos internacionales
| Selección     | Título              | Año  |
| ------------- | ------------------- | ---- |
| Brasil sub-17 | Sudamericano sub-17 | 1988 |
| Brasil sub-20 | Sudamericano sub-20 | 1991 |

### Títulos regionales
| Equipo  | Liga     | País   | Título      | Año  |
| ------- | -------- | ------ | ----------- | ---- |
| Marília | Paulista | Brasil | Paulista A2 | 2002 |